# Multiplicateur de Fourier
En théorie de Fourier, un multiplicateur est un type d'opérateur linéaire ou de transformation de fonctions. Ces opérateurs agissent sur une fonction en modifiant sa transformée de Fourier. Plus précisément, ils multiplient la transformée de Fourier d'une fonction par une fonction choisie connue sous le nom de multiplicateur ou symbole. Parfois, le terme opérateur multiplicateur lui-même est simplement abrégé en multiplicateur. En termes simples, le multiplicateur déforme les fréquences impliquées dans toute fonction. Cette classe d'opérateurs s'avère large : la théorie générale montre qu'un opérateur invariant par translation sur un groupe qui obéit à certaines es conditions de régularité (très souples) peut s'exprimer comme un opérateur multiplicateur, et inversement. De nombreux opérateurs familiers, tels que les translations et la dérivation, sont des opérateurs multiplicateurs, bien qu'il existe de nombreux exemples plus compliqués tels que la transformation de Hilbert.
Dans le traitement du signal, un opérateur multiplicateur est appelé "filtre", et le multiplicateur est la réponse fréquentielle du filtre (ou fonction de transfert).
Dans un contexte plus large, les opérateurs multiplicateurs sont des cas particuliers d'opérateurs multiplicateurs spectraux, qui découlent du calcul fonctionnel d'un opérateur (ou d'une famille d'opérateurs commutants). Ce sont aussi des cas particuliers d'opérateurs pseudo-différentiels, et plus généralement d'opérateurs intégraux de Fourier. Il y a des questions naturelles dans ce domaine qui sont encore ouvertes, comme la caractérisation des opérateurs multiplicateurs bornés Lp (voir ci-dessous).
Les opérateurs multiplicateurs ne sont pas liés aux multiplicateurs de Lagrange, mis à part le fait qu'ils impliquent tous deux l'opération de multiplication.
Cet article nécessite des connaissances minimale sur la transformée de Fourier, qu'on trouvera sur l'article dédié. Des informations supplémentaires importantes peuvent être trouvées sur les pages norme d'opérateur et espace Lp.

## Exemples
Dans le cadre des fonctions périodiques définies sur le cercle unité, la transformée de Fourier d'une fonction est simplement la suite de ses coefficients de Fourier. Pour voir que la dérivation peut être réalisée en tant que multiplicateur, on considère la série de Fourier pour la dérivée d'une fonction périodique f(t). Après avoir utilisé l'intégration par parties dans la définition du coefficient de Fourier, on a :
{\displaystyle {\mathcal {F}}(f')(n)=\int _{-\pi }^{\pi }f'(t)\mathrm {e} ^{-\mathrm {i} nt}\,\mathrm {d} t=\int _{-\pi }^{\pi }(\mathrm {i} n)f(t)\mathrm {e} ^{-\mathrm {i} nt}\,\mathrm {d} t=\mathrm {i} n\cdot {\mathcal {F}}(f)(n)} .
Donc, formellement, on en déduit que la série de Fourier de la dérivée est simplement la série de Fourier de f multiplié par un facteur in . Cela revient à dire que la dérivation est un opérateur multiplicateur de facteur in.
Un exemple d'opérateur multiplicateur agissant sur des fonctions sur la ligne réelle est la transformée de Hilbert. On peut montrer que la transformée de Hilbert est un opérateur multiplicateur dont le multiplicateur est donné par la {\displaystyle m(\xi )=-\mathrm {i} \operatorname {sgn} (\xi )}, où sgn est la fonction signe.
Enfin un autre exemple important de multiplicateur est la fonction caractéristique du cube unité dans {\displaystyle \mathbb {R} ^{n}} qui se pose dans l'étude des "sommes partielles" pour la transformée de Fourier.

## Définition
Les opérateurs multiplicateurs peuvent être définis sur tout groupe G pour lequel la transformée de Fourier est également définie (en particulier, sur tout groupe abélien localement compact). La définition générale est la suivante : Si {\displaystyle f:G\to \mathbb {C} } est une fonction suffisamment régulière, soit {\displaystyle {\hat {f}}:{\hat {G}}\to \mathbb {C} } désigne sa transformée de Fourier (où {\displaystyle {\hat {G}}} est le dual de Pontryagin de G). Soit {\displaystyle m:{\hat {G}}\to \mathbb {C} }  une autre fonction, qu'on appellera le multiplicateur. Alors l'opérateur multiplicateur T = Tm associé à ce symbole m est défini par la formule
{\displaystyle {\widehat {Tf}}(\xi ):=m(\xi ){\hat {f}}(\xi ).}
En d'autres termes, la transformée de Fourier de Tf à une fréquence ξ est donnée par la transformée de Fourier de f à cette fréquence, multipliée par la valeur du multiplicateur à cette fréquence, d'où la terminologie de "multiplicateur".
On note que la définition ci-dessus ne définit que Tf implicitement ; pour récupérer explicitement Tf, il faut calculer la transformée de Fourier inverse. Cela peut être facilement fait si f et m sont suffisamment lisses et intégrables. L'un des problèmes majeurs du sujet est de déterminer, pour tout multiplicateur spécifié m, si l'opérateur multiplicateur de Fourier correspondant reste bien défini lorsque f a une très faible régularité, par exemple si elle est seulement dans un espace Lp (voir la section sur le "problème de délimitation"). Au strict minimum, on exige généralement que le multiplicateur m soit borné et mesurable ; ceci est suffisant pour établir le caractère borné sur L2 mais n'est en général pas assez fort pour donner un caractère borné sur d'autres espaces.
On peut voir l'opérateur multiplicateur T comme la composition de trois opérateurs, à savoir la transformée de Fourier, l'opération de multiplication ponctuelle par m, puis la transformée de Fourier inverse. De manière équivalente, T est la conjugaison de l'opérateur de multiplication ponctuelle par la transformée de Fourier. Ainsi, on peut considérer les opérateurs multiplicateurs comme des opérateurs diagonalisés par la transformée de Fourier.

## Opérateurs multiplicateurs sur des groupes communs
On considère maintenant la définition générale ci-dessus à des groupes spécifiques G. Dans un premier temps, on s'arrête au cercle unitaire {\displaystyle G=\mathbb {R} /2\pi \mathbb {Z} ;} les fonctions sur G peuvent donc être considérées comme des fonctions 2π-périodiques sur la droite réelle. Dans ce groupe, le dual de Pontryagin est le groupe des entiers, {\displaystyle {\hat {G}}=\mathbb {Z} .} La transformée de Fourier (pour des fonctions suffisamment régulières f) est donnée par
{\displaystyle {\hat {f}}(n):={\frac {1}{2\pi }}\int _{0}^{2\pi }f(t)\mathrm {e} ^{-\mathrm {i} nt}\mathrm {d} t}
et la transformée de Fourier inverse est donnée par
{\displaystyle f(t)=\sum _{n=-\infty }^{\infty }{\hat {f}}(n)\mathrm {e} ^{\mathrm {i} nt}.}
Un multiplicateur dans ce cadre est simplement une suite{\displaystyle (m_{n})_{n\in \mathbb {Z} }} de nombres, et l'opérateur T = Tm associé à ce multiplicateur est alors donné par la formule
{\displaystyle (Tf)(t):=\sum _{n=-\infty }^{\infty }m_{n}{\hat {f}}(n)\mathrm {e} ^{\mathrm {i} nt},}
au moins pour des multiplicateurs {\displaystyle (m_{n})_{n\in \mathbb {Z} }} bien choisis et la fonction f.
Soit maintenant G un espace euclidien {\displaystyle G=\mathbb {R} ^{n}}. Ici, le groupe dual est également euclidien, {\displaystyle {\hat {G}}=\mathbb {R} ^{n},} et les transformées de Fourier et de Fourier inverse sont données par les formules
{\displaystyle {\begin{aligned}{\hat {f}}(\xi ):={}&\int _{\mathbb {R} ^{n}}f(x)\mathrm {e} ^{-2\mathrm {i} \pi x\cdot \xi }\mathrm {d} x\\f(x)={}&\int _{\mathbb {R} ^{n}}{\hat {f}}(\xi )\mathrm {e} ^{2\mathrm {i} \pi x\cdot \xi }\mathrm {d} \xi .\end{aligned}}}
Un multiplicateur dans ce cadre est une fonction {\displaystyle m:\mathbb {R} ^{n}\to \mathbb {C} ,} et l'opérateur multiplicateur associé {\displaystyle T=T_{m}} est défini par
{\displaystyle Tf(x):=\int _{\mathbb {R} ^{n}}m(\xi ){\hat {f}}(\xi )\mathrm {e} ^{2\mathrm {i} \pi x\cdot \xi }\mathrm {d} \xi ,}
en supposant à nouveau des hypothèses de régularité et de délimitation suffisamment fortes sur le multiplicateur et la fonction.
Au sens des distributions, il n'y a pas de différence entre les opérateurs multiplicateurs et les opérateurs de convolution ; tout multiplicateur T peut aussi être exprimé sous la forme Tf = f ∗ K pour une distribution K, connue sous le nom de noyau de convolution de T. De ce point de vue, la translation d'une quantité x0 est une convolution avec une fonction delta de Dirac δ(· − x0), la dérivation est une convolution avec δ'. D'autres exemples sont donnés supra.

## Autres exemples

### Sur le cercle unité
Le tableau suivant montre quelques exemples courants d'opérateurs multiplicateurs sur le cercle unitaire {\displaystyle G=\mathbb {R} /2\pi \mathbb {Z} .}
| Nom                                                        | Multiplicateur {\displaystyle m_{n}}                                | Opérateur {\displaystyle Tf(t)} | Noyau {\displaystyle K(t)} |
| ---------------------------------------------------------- | ------------------------------------------------------------------- | --- | --- |
| Identité                                                   | 1                                                                   | f(t) | Delta de Dirac {\displaystyle \delta (t)} |
| Multiplication par une constante c                         | c                                                                   | cf(t) | {\displaystyle c\delta (t)} |
| Translation par s                                          | e–ins                                                               | f(t − s) | {\displaystyle \delta (t-s)} |
| Dérivation                                                 | in                                                                  | {\displaystyle f'(t)} | {\displaystyle \delta '(t)} |
| Dérivée d'ordre k                                          | {\displaystyle (\mathrm {i} n)^{k}}                                 | {\displaystyle f^{(k)}(t)} | {\displaystyle \delta ^{(k)}(t)} |
| Opérateur différentiel polynomial à coefficients constants | {\displaystyle P(\mathrm {i} n)}                                    | {\displaystyle P\left({\frac {\mathrm {d} }{\mathrm {d} t}}\right)f(t)}                                                                   | {\displaystyle P\left({\frac {\mathrm {d} }{\mathrm {d} t}}\right)\delta (t)}                                                                 |
| Dérivée fractionnaire d'ordre {\displaystyle \alpha }      | {\displaystyle \|n\|^{\alpha }}                                     | {\displaystyle \left\|{\frac {\mathrm {d} }{\mathrm {d} t}}\right\|^{\alpha }f(t)}                                                        | {\displaystyle \left\|{\frac {\mathrm {d} }{\mathrm {d} t}}\right\|^{\alpha }\delta (t)}                                                      |
| Moyenne                                                    | {\displaystyle 1_{n=0}}                                             | {\displaystyle {\frac {1}{2\pi }}\int _{0}^{2\pi }f(t)\,\mathrm {d} t}                                                                    | 1 |
| Signal centré                                              | {\displaystyle 1_{n\neq 0}}                                         | {\displaystyle f(t)-{\frac {1}{2\pi }}\int _{0}^{2\pi }f(t)\,\mathrm {d} t}                                                               | {\displaystyle \delta (t)-1} |
| Intégration (d'un signal centré)                           | {\displaystyle {\frac {1}{in}}1_{n\neq 0}}                          | {\displaystyle {\frac {1}{2\pi }}\int _{0}^{2\pi }(\pi -s)f(t-s)\,\mathrm {d} s}                                                          | Signal en dents de scie {\displaystyle {\frac {1}{2}}\left(1-\left\{{\frac {t}{2\pi }}\right\}\right)}                                        |
| Transformée de Hilbert H d'un signal 2π-périodique         | {\displaystyle 1_{n\geq 0}-1_{n<0}}                                 | {\displaystyle Hf:=\mathrm {v.p.} {\frac {1}{\pi }}\int _{-\pi }^{\pi }{\frac {f(s)}{\mathrm {e} ^{\mathrm {i} (t-s)}-1}}\,\mathrm {d} s} | {\displaystyle \mathrm {v.p.} 2{\frac {f(s)}{\mathrm {e} ^{\mathrm {i} (t-s)}-1}}\,\mathrm {d} s}                                             |
| Somme de Dirichlet {\displaystyle D_{N}}                   | {\displaystyle 1_{-N\leq n\leq N}}                                  | {\displaystyle \sum _{n=-N}^{N}{\hat {f}}(n)\mathrm {e} ^{\mathrm {i} nt}}                                                                | Noyau de Dirichlet {\displaystyle {\frac {\sin \left(\left(N+{\frac {1}{2}}\right)t\right)}{\sin \left({\frac {1}{2}}t\right)}}}              |
| Somme de Fejér {\displaystyle F_{N}}                       | {\displaystyle \left(1-{\frac {\|n\|}{N}}\right)1_{-N\leq n\leq N}} | {\displaystyle \sum _{n=-N}^{N}\left(1-{\frac {\|n\|}{N}}\right){\hat {f}}(n)\mathrm {e} ^{\mathrm {i} nt}}                               | Noyau de Fejér {\displaystyle {\frac {1}{N}}\left({\frac {\sin \left({\frac {1}{2}}Nt\right)}{\sin \left({\frac {1}{2}}t\right)}}\right)^{2}} |
| Multiplicateur général                                     | {\displaystyle m_{n}}                                               | {\displaystyle \sum _{n=-\infty }^{\infty }m_{n}{\hat {f}}(n)\mathrm {e} ^{\mathrm {i} nt}}                                               | {\displaystyle T\delta (t)=\sum _{n=-\infty }^{\infty }m_{n}\mathrm {e} ^{\mathrm {i} nt}}                                                    |
| Opérateur de convolution général                           | {\displaystyle {\hat {K}}(n)}                                       | {\displaystyle f*K(t):={\frac {1}{2\pi }}\int _{0}^{2\pi }f(s)K(t-s)\,\mathrm {d} s}                                                      | {\displaystyle K(t)} |

### Sur l'espace euclidien
Le tableau suivant montre quelques exemples courants d'opérateurs multiplicateurs sur l'espace euclidien {\displaystyle G=\mathbb {R} ^{n}} .
| Nom                                                                                           | Multiplicateur {\displaystyle m(\xi )}                                       | Opérateur {\displaystyle Tf(x)} | Noyau {\displaystyle K(x)} |
| --------------------------------------------------------------------------------------------- | ---------------------------------------------------------------------------- | --- | --- |
| Opérateur identité                                                                            | 1                                                                            | f(x) | {\displaystyle \delta (x)} |
| Multiplication par une constante c                                                            | c                                                                            | cf(x) | {\displaystyle c\delta (x)} |
| Translation par y                                                                             | {\displaystyle \mathrm {e} ^{2\mathrm {i} \pi y\cdot \xi }}                  | {\displaystyle f(x-y)} | {\displaystyle \delta (x-y)} |
| Dérivée unidimensionnelle {\displaystyle {\frac {\mathrm {d} }{\mathrm {d} x}}}               | {\displaystyle 2\mathrm {i} \pi \xi }                                        | {\displaystyle {\frac {\mathrm {d} f}{\mathrm {d} x}}(x)} | {\displaystyle \delta '(x)} |
| Dérivée partielle {\displaystyle {\frac {\partial }{\partial x_{j}}}}                         | {\displaystyle 2\mathrm {i} \pi \xi _{j}}                                    | {\displaystyle {\frac {\partial f}{\partial x_{j}}}(x)} | {\displaystyle {\frac {\partial \delta }{\partial x_{j}}}(x)} |
| Laplacien {\displaystyle \Delta }                                                             | {\displaystyle -4\pi ^{2}\|\xi \|^{2}}                                       | {\displaystyle \Delta f(x)} | {\displaystyle \Delta \delta (x)} |
| Opérateur différentiel à coefficients constants {\displaystyle P(\nabla )}                    | {\displaystyle P(\mathrm {i} \xi )}                                          | {\displaystyle P(\nabla )f(x)} | {\displaystyle P(\nabla )\delta (x)} |
| Dérivé fractionnaire d'ordre {\displaystyle \alpha }                                          | {\displaystyle (2\pi \|\xi \|)^{\alpha }}                                    | {\displaystyle (-\Delta )^{\frac {\alpha }{2}}f(x)} | {\displaystyle (-\Delta )^{\frac {\alpha }{2}}\delta (x)} |
| Potentiel de Riesz d'ordre {\displaystyle \alpha }                                            | {\displaystyle (2\pi \|\xi \|)^{-\alpha }}                                   | {\displaystyle (-\Delta )^{-{\frac {\alpha }{2}}}f(x)} | {\displaystyle (-\Delta )^{-{\frac {\alpha }{2}}}\delta (x)=c_{n,\alpha }\|x\|^{\alpha -n}} |
| Potentiel de Bessel d'ordre {\displaystyle \alpha }                                           | {\displaystyle \left(1+4\pi ^{2}\|\xi \|^{2}\right)^{-{\frac {\alpha }{2}}}} | {\displaystyle (1-\Delta )^{-{\frac {\alpha }{2}}}f(x)} | {\displaystyle {\frac {1}{(4\pi )^{\frac {\alpha }{2}}\Gamma \left({\frac {\alpha }{2}}\right)}}\int _{0}^{\infty }\mathrm {e} ^{-{\frac {\pi }{s}}\|x\|^{2}}\mathrm {e} ^{-{\frac {s}{4\pi }}}s^{\frac {-n+\alpha }{2}}{\frac {\mathrm {d} s}{s}}} |
| Opérateur de la chaleur {\displaystyle \exp(t\Delta )}                                        | {\displaystyle \exp \left(-4\pi ^{2}t\|\xi \|^{2}\right)}                    | {\displaystyle \exp(t\Delta )f(x)={\frac {1}{(4\pi t)^{\frac {n}{2}}}}\int _{\mathbb {R} ^{n}}\mathrm {e} ^{-{\frac {\|x-y\|^{2}}{4t}}}f(y)\,\mathrm {d} y}                                    | Noyau de la chaleur {\displaystyle {\frac {1}{(4\pi t)^{\frac {n}{2}}}}\mathrm {e} ^{-{\frac {\|x\|^{2}}{4t}}}} |
| Opérateur d'évolution de l'équation de Schrödinger {\displaystyle \exp(\mathrm {i} t\Delta )} | {\displaystyle \exp \left(-\mathrm {i} 4\pi ^{2}t\|\xi \|^{2}\right)}        | {\displaystyle \exp(\mathrm {i} t\Delta )f(x)={\frac {1}{(4\pi \mathrm {i} t)^{\frac {n}{2}}}}\int _{\mathbb {R} ^{n}}\mathrm {e} ^{\mathrm {i} {\frac {\|x-y\|^{2}}{4t}}}f(y)\,\mathrm {d} y} | Noyau de Schrödinger {\displaystyle {\frac {1}{(4\pi \mathrm {i} t)^{\frac {n}{2}}}}\mathrm {e} ^{\mathrm {i} {\frac {\|x\|^{2}}{4t}}}} |
| Transformation de Hilbert unidimensionnelle H                                                 | {\displaystyle -\mathrm {i} \operatorname {sgn}(\xi )}                       | {\displaystyle Hf:=\mathrm {v.p.} {\frac {1}{\pi }}\int _{-\infty }^{\infty }{\frac {f(y)}{x-y}}\,\mathrm {d} y}                                                                               | {\displaystyle \mathrm {v.p.} {\frac {1}{\pi x}}} |
| Transformée de Riesz Rj                                                                       | {\displaystyle -\mathrm {i} {\frac {\xi _{j}}{\|\xi \|}}}                    | {\displaystyle R_{j}f:=\mathrm {v.p.} c_{n}\int _{\mathbb {R} ^{n}}{\frac {f(y)(x_{j}-y_{j})}{\|x-y\|^{n+1}}}\,\mathrm {d} y}                                                                  | {\displaystyle \mathrm {v.p.} {\frac {c_{n}x_{j}}{\|x\|^{n+1}}},\quad c_{n}={\frac {\Gamma \left({\frac {1}{2}}(n+1)\right)}{\pi ^{{\frac {1}{2}}(n+1)}}}}                                                                                          |
| Transformation partielle (unidimensionnelle) de Fourier {\displaystyle S_{R}^{0}}             | {\displaystyle 1_{-R\leq \xi \leq R}}                                        | {\displaystyle \int _{-R}^{R}{\hat {f}}(\xi )\mathrm {e} ^{2\mathrm {i} \pi x\xi }\mathrm {d} x}                                                                                               | {\displaystyle {\frac {\sin(2\pi Rx)}{\pi x}}} |
| Multiplicateur sur le disque {\displaystyle S_{R}^{0}}                                        | {\displaystyle 1_{\|\xi \|\leq R}}                                           | {\displaystyle \int _{\|\xi \|\leq R}{\hat {f}}(\xi )\mathrm {e} ^{2\mathrm {i} \pi x\xi }\mathrm {d} x}                                                                                       | {\displaystyle \|x\|^{-{\frac {n}{2}}}J_{\frac {n}{2}}(2\pi \|x\|)} (J est une fonction de Bessel) |
| Opérateur de Bochner–Riesz {\displaystyle S_{R}^{\delta }}                                    | {\displaystyle \left(1-{\frac {\|\xi \|^{2}}{R^{2}}}\right)_{+}^{\delta }}   | {\displaystyle \int _{\|\xi \|\leq R}\left(1-{\frac {\|\xi \|^{2}}{R^{2}}}\right)^{\delta }{\hat {f}}(\xi )\mathrm {e} ^{2\mathrm {i} \pi x\cdot \xi }\mathrm {d} \xi }                        | {\displaystyle \int _{\|\xi \|\leq R}\left(1-{\frac {\|\xi \|^{2}}{R^{2}}}\right)^{\delta }\mathrm {e} ^{2\mathrm {i} \pi x\cdot \xi }\mathrm {d} \xi }                                                                                             |
| Multiplicateur général                                                                        | {\displaystyle m(\xi )}                                                      | {\displaystyle \int _{R^{n}}m(\xi ){\hat {f}}(\xi )\mathrm {e} ^{2\mathrm {i} \pi x\cdot \xi }\mathrm {d} \xi }                                                                                | {\displaystyle \int _{R^{n}}m(\xi )\mathrm {e} ^{2\mathrm {i} \pi x\cdot \xi }\mathrm {d} \xi } |
| Opérateur de convolution général                                                              | {\displaystyle {\hat {K}}(\xi )}                                             | {\displaystyle f*K(x):=\int _{\mathbb {R} ^{n}}f(y)K(x-y)\,\mathrm {d} y} | {\displaystyle K(x)} |

### Considérations générales
L'application {\displaystyle m\mapsto T_{m}} est un homéomorphisme de C*-algèbres. Cela se déduit du fait que la somme de deux opérateurs multiplicateurs {\displaystyle T_{m}} et {\displaystyle T_{m'}} est un opérateur multiplicateur avec pour multiplicateur {\displaystyle m+m'}, la composition de ces deux opérateurs multiplicateurs est un opérateur multiplicateur avec multiplicateur {\displaystyle mm',} et l'adjoint d'un opérateur multiplicateur {\displaystyle T_{m}} est un autre opérateur multiplicateur avec multiplicateur {\displaystyle {\overline {m}}}.
En particulier, on voit que deux opérateurs multiplicateurs quelconques commutent l'un avec l'autre. On sait que les opérateurs multiplicateurs sont invariants par translation. Inversement, on peut montrer que tout opérateur linéaire invariant par translation qui est borné sur L2(G) est un opérateur multiplicateur.

## Le problème du caractère borné surLp
Le problème des bornes sur un espace Lp (pour tout p particulier) pour un groupe donné G consiste, en termes simples, à identifier les multiplicateurs m tels que l'opérateur multiplicateur correspondant est borné de Lp(G) à Lp(G). De tels multiplicateurs sont généralement simplement appelés « multiplicateurs Lp ». On note que comme les opérateurs multiplicateurs sont toujours linéaires, ces opérateurs sont bornés si et seulement s'ils sont continus. Ce problème est considéré comme extrêmement difficile en général, mais de nombreux cas particuliers peuvent être traités. Le problème dépend beaucoup de p, bien qu'il existe une relation de dualité : si 1/p + 1/q = 1 et 1 ≤ p, q ≤ +∞, alors un opérateur multiplicateur est borné sur Lp si et seulement s'il est borné sur Lq.
Le théorème de Riesz-Thorin montre que si un opérateur multiplicateur est borné sur deux espaces Lp différents, alors il est également borné sur tous les espaces intermédiaires. Par conséquent, nous obtenons que l'espace des multiplicateurs est le plus petit pour L1 et L∞ et croît à mesure que l'on s'approche de L2, qui a le plus grand espace multiplicateur.

### Caractère borné surL2
C'est le cas le plus simple. Le  théorème de Parseval permet de résoudre complètement ce problème et d'obtenir qu'une fonction m est un multiplicateur L2(G) si et seulement si elle est bornée et mesurable.

### Caractère borné surL1ouL∞
Ce cas est plus compliqué que le cas hilbertien (L2), mais est entièrement résolu. Ce qui suit est vrai :
Théorème — Dans l'espace euclidien {\displaystyle \mathbb {R} ^{n}} une fonction {\displaystyle m(\xi )} est un multiplicateur L1 (équivalent à un multiplicateur L∞) si et seulement s'il existe une mesure borélienne finie μ telle que m est la transformée de Fourier de μ.
(Le sens direct est un calcul simple, le sens indirect ici est plus compliqué.)

### Caractère borné surLppour 1 <p<∞
Dans ce cas général, les conditions nécessaires et suffisantes pour la délimitation n'ont pas été établies, même pour l'espace euclidien ou le cercle unité. Cependant, plusieurs conditions nécessaires et plusieurs conditions suffisantes sont connues. Par exemple, on sait que pour qu'un opérateur multiplicateur soit borné même sur un seul espace Lp, le multiplicateur doit être borné et mesurable (cela découle de la caractérisation des multiplicateurs L2 ci-dessus et de la propriété d'inclusion). Cependant, cela n'est pas suffisant sauf lorsque p = 2.
Les résultats qui donnent des conditions suffisantes pour la délimitation sont connus sous le nom de théorèmes multiplicateurs. Trois de ces résultats sont donnés ci-dessous.

#### Théorème du multiplicateur de Marcinkiewicz
Soit {\displaystyle m:\mathbb {R} \to \mathbb {R} } une fonction bornée continûment différentiable sur tout ensemble de la forme {\displaystyle \left]-2^{j+1},-2^{j}\right[\cup \left]2^{j},2^{j+1}\right[} pour {\displaystyle j\in \mathbb {Z} } et a une dérivée telle que
{\displaystyle \sup _{j\in \mathbb {Z} }\left(\int _{-2^{j+1}}^{-2^{j}}\left|m'(\xi )\right|\,\mathrm {d} \xi +\int _{2^{j}}^{2^{j+1}}\left|m'(\xi )\right|\,\mathrm {d} \xi \right)<\infty .}

#### Théorème du multiplicateur de Mikhlin
Soit m une fonction bornée sur {\displaystyle \mathbb {R} ^{n}} qui est lisse sauf éventuellement à l'origine, et telle que la fonction {\textstyle |x|^{k}\left|\nabla ^{k}m\right|} est borné pour tous les entiers {\textstyle 0\leq k\leq {\frac {n}{2}}+1} : alors m est un multiplicateur Lp pour tout 1 < p < ∞ .
Il s'agit d'un cas particulier du théorème du multiplicateur de Hörmander-Mikhlin.
Les preuves de ces deux théorèmes sont assez délicates, faisant appel à des techniques issues de la théorie de Calderón-Zygmund et du théorème d'interpolation de Marcinkiewicz : pour la preuve originale, voir Mikhlin (1956) ou Mikhlin (1965).

#### Multiplicateurs radiaux
Pour les multiplicateurs radiaux, une condition nécessaire et suffisante pour être borné sur {\displaystyle L^{p}\left(\mathbb {R} ^{n}\right)} est connue pour une partie des valeurs de p. Soit {\displaystyle n\geq 4} et {\textstyle 1<p<2{\frac {n-1}{n+1}}} . On suppose que m est un multiplicateur radial à support compact dont le support ne contient pas l'origine. Alors m est un multiplicateur {\displaystyle L^{p}\left(\mathbb {R} ^{n}\right)} si et seulement si la transformée de Fourier de m appartient à {\displaystyle L^{p}\left(\mathbb {R} ^{n}\right)} .
C'est un théorème de Heo, Nazarov et Seeger. Ils ont également fourni une condition nécessaire et suffisante qui est valide sans l'hypothèse de support compact sur m.

### Exemples
Les translations sont des opérateurs bornés sur tout Lp. La dérivation n'est bornée sur aucun Lp. La transformée de Hilbert n'est bornée que pour p strictement supérieur à 1. Le fait qu'elle soit non bornée sur L∞ est facile, puisqu'il est bien connu que la transformée de Hilbert d'une fonction en escalier est non bornée. La dualité donne la même chose pour p = 1. Cependant, les théorèmes des multiplicateurs de Marcinkiewicz et de Mikhlin montrent que la transformée de Hilbert est bornée dans Lp pour tout 1 < p < ∞.
Un autre cas intéressant sur le cercle unitaire est celui où la suite {\displaystyle (x_{n})} qui est proposé comme multiplicateur est constante pour n dans chacun des ensembles {\displaystyle \left\{2^{n},\ldots ,2^{n+1}-1\right\}} et {\displaystyle \left\{-2^{n+1}+1,\ldots ,-2^{n}\right\}.} D'après le théorème du multiplicateur de Marcinkiewicz (adapté au contexte du cercle unitaire), on voit que toute suite de ce type (également supposée bornée) est un multiplicateur pour chaque 1 < p < ∞.
En une dimension, l'opérateur multiplicateur de disque {\displaystyle S_{R}^{0}} (voir tableau ci-dessus) est bornée sur Lp pour tout 1 < p < ∞. Cependant, en 1972, Charles Fefferman a montré le résultat surprenant qu'en dimension 2 et plus, l'opérateur multiplicateur de disque {\displaystyle S_{R}^{0}} est non borné sur Lp pour tout p ≠ 2. Le problème correspondant pour les multiplicateurs de Bochner-Riesz n'est que partiellement résolu ; voir aussi la conjecture de Bochner-Riesz.

## Remarques
- (en) Cet article est partiellement ou en totalité issu de l’article de Wikipédia en anglais intitulé « Multiplier (Fourier analysis) » (voir la liste des auteurs).

1. ↑  Duoandikoetxea 2001, Section 3.5.
2. ↑  Stein 1970, Chapter II.
3. ↑  Heo, Yaryong; Nazarov, Fëdor; Seeger, Andreas. Radial Fourier multipliers in high dimensions. Acta Math. 206 (2011), no. 1, 55--92. doi:10.1007/s11511-011-0059-x. https://projecteuclid.org/euclid.acta/1485892528

### Ouvrages cités
- (en) Javier Duoandikoetxea, Fourier Analysis, American Mathematical Society, 2001 (ISBN 0-8218-2172-5)
- (en) Elias M. Stein, Singular Integrals and Differentiability Properties of Functions, Princeton University Press, 1970